# Процесс Куоколо
Процесс Куоколо (итал. Il processo Cuocolo) — судебное разбирательство, основными обвиняемыми которого были многочисленные представители преступной неаполитанской каморры. Слушания проходили в 1911 и 1912 годах в Витербо под пристальным вниманием общественности и СМИ и завершились вынесением сурового приговора. По мнению исследователей дело сопровождалось многочисленными нарушениями и подтасовками.

## Преступления
Утром 6 июня 1906 года на пляже Cupa Calastro в Торре-дель-Греко было обнаружено тело Дженнаро Куоколо. Смерть наступила в результате неоднократных ударов ножом. При жизни Дженнаро специализировался на кражах и состоял в преступной группировке каморра. В тот же день в его доме по адресу via Nardones, 25 обнаружили тело его жены Марии Кутинелли, бывшей проститутки и сообщницы своего супруга. За расследование двойного убийства взялась местная полиция под руководством Никола Ипполито. В связи с отсутствием доказательств подозреваемые были отпущены, а расследование шло медленно.

## Расследование
К расследованию приступили Итальянские карабинеры по настоянию представителей Савойского дома и двоюродного брата короля Эмануэля Филиберта Савойского. Последний находился в то время в королевском дворце в Каподимонте и беспокоился ростом возмущённых разгулом преступности в Неаполе. Дело поручили капитану Карло Фаброни, который организовал спецотряд под названием «казаки» и допрашивал подозреваемых, поднимал документы с нарушением должностных полномочий.
Дух «крестового похода» против каморры перекинулся на деятельность прокуроров, которые сменялись под нажимом Фаброни, недовольного жёсткими требованиями с их стороны к доказательствам.
В итоге на судебном заседании предстали около 30 обвиняемых, среди которых оказались глава каморры из района Викария Энрико Альфано (по кличке Erricone), Джованни Рапи или «Профессор», некоторые члены высших эшелонов власти и священник дон Чиро Витоцци.

## Процесс в Витербо
Судебный процесс в Витербо начался лишь в 1911 году, спустя 5 лет после преступления. Из 50 приглашённых присяжных 15 не явились, и только спустя 4 дня удалось собрать необходимое число присяжных, состоявших преимущественно из ремесленников и крестьян.
В атмосфере «крестового похода» выделилась история журналиста Алессандро Лиоя, который, будучи «убеждённым противником безответственных методов расследования и фальсифицирования доказательств», испытывал нападки карабинеров, был уволен из газеты «Рома» и провёл несколько дней в тюрьме. Заявления самих карабинеров о преступном сговоре между членами Неапольской полиции и кругами каморры не возымели действия. Обвиняемый первый следователь дела Антонио Ипполито в том, что распустил подозреваемых, с кем оказался связан, был оправдан судом Авеллино.
Процесс широко освещался в СМИ. Газета «Mattino» организовала что-то вроде «отложенных» слушаний, проведя дневную съемку и демонстрируя запись вечером, очевидно с комментариями журналиста через мегафон. Плёнку возили из Витербо в Галерею Неаполя, собирая огромные аудитории.
Вынесенный приговор 12 июля 1912 года осудил почти всех обвиняемых, один из которых (Gennaro De Marinis) покончил с собой в зале суда. В общей сложности приговор назначал 400 лет лишения свободы. Два главных обвиняемых Энрико Альфано и Джованни Рапи получили по 30 лет лишения свободы. Процесс активно обсуждался в обществе и в среде интеллигентов, меж которых была Матильда Серао. 
В 1927 году Аббатемаджо признался, что давал ложные показания под давлением следствия, но его заявление не привело к пересмотру дела. Энрико Альфано вышел по амнистии из тюрьмы Вольтерры в 1934 году, после 27 лет заключения.

## Критика процесса
По мнению многих исследователей, карабинеры настолько были заинтересованы в борьбе с преступным миром, что прибегали к подтасовкам фактов. Адвокат из Калабрии по имени Рокко Саломоне неоднократно, но безрезультатно пытался организовать пересмотр дела. В 1938 году издательством Corbaccio выпущены выводы адвоката по делу, согласно которым «королевские следователь и прокурор уступили свои полномочия капитану Фаброни (…), который не гнушался выдавать ордера на арест. [Фаброни] стал единственным арбитром не только судебного процесса, но и общественной жизни Неаполя, подвергнувшегося обвинению человеком, который взял на себя роль грозного вершителя».
Показания с толп подозреваемых собирали не только карабинеры. Данная обязанность была доверена также некоторым журналистам.

## Недоказанный сговор
На фоне судебного процесса по делу убийства супругов Куоколо разворачивались отношения между каморрой и обществом. Юрист и редактор социалистического журнала «Scintilla» Роберто Марвази всеми силами пытался раздобыть копии документов о связи политиков и каморры. Попытка оказалась безуспешной из-за ловкости Фаброни. Ещё в заметке 1914 года Марвази писал, что судебная система повязана с политиками, и каждый покрывает друг друга.

## Экранизации
Процесс лёг в основу сюжета фильма 1952 года «Процесс над городом» Луиджи Дзампа. Главные роли исполнили Амедео Наццари, Паоло Стоппа и Сильвана Пампанини.
Более приближённым к историческим реалиям является документальный фильм «Процесс Куоколо» 1969 года режиссёра Джанни Серра. Фильм вышел в рамках передач «Театр расследований», где актёры не носят старомодную одежду прошлого, но акцентируют внимание на событиях процесса.

## Комментарии
1. ↑  Энрико Альфано бежал в 1907 году в США, где вступил в конфликт с местным преступным миром. Его арестовал лейтенант Джо Петрозино, а годом позже экстрадировали в Италию[1].